# پارکر (کارولینای جنوبی)
پارکر(به انگلیسی: Parker) شهری در ایالت کارولینای جنوبی کشور ایالات متحده آمریکا است که جمعیت آن در سرشماری سال ۲۰۱۰ میلادی، ۱۱٬۴۳۱ نفر بوده‌است.